# Челангат, Алиса
Алиса Ньеречи Челангат — кенийская легкоатлетка, которая специализировалась в марафоне. На олимпийских играх 2004 года заняла 11-е место с результатом 2:33.52. На чемпионате мира по кроссу 2006 года заняла 10-е место в личном первенстве и 2-е место в командном зачёте.
13 апреля 2014 года на Венском марафоне заняла 4-е место с результатом 2:32.46.

## Достижения
Марафон
- 2001:  Миланский марафон — 2:26.36
- 2002:  Миланский марафон — 2:28.16
- 2003:  Пражский марафон — 2:31.25
- 2003:  Найробийский марафон — 2:41.27
- 2004:  Гамбургский марафон — 2:28.58
- 2009:  Найробийский марафон — 2:30.38